# Manso e Suave
Manso e Suave é o quarto e último álbum de estúdio da banda Os Cantores de Cristo, lançado em 1982 pela gravadora Favoritos Evangélicos.
Ao contrário dos álbuns anteriores, Manso e Suave trouxe uma sonoridade mais leve, enfatizando mais a parte vocal do grupo.
Em 2019, foi eleito o 93º melhor álbum da década de 1980 em lista publicada pelo portal Super Gospel.

## Faixas

### Lado A
1. Manso e Suave
2. Súplica
3. O Amor é Cristo
4. Pai
5. Senhor

### Lado B
1. O Grande Amigo
2. Graça e Benção
3. Luz do Céu
4. Exultação
5. Amém